# Emersacker
Emersacker ist eine Gemeinde im schwäbischen Landkreis Augsburg in Bayern.

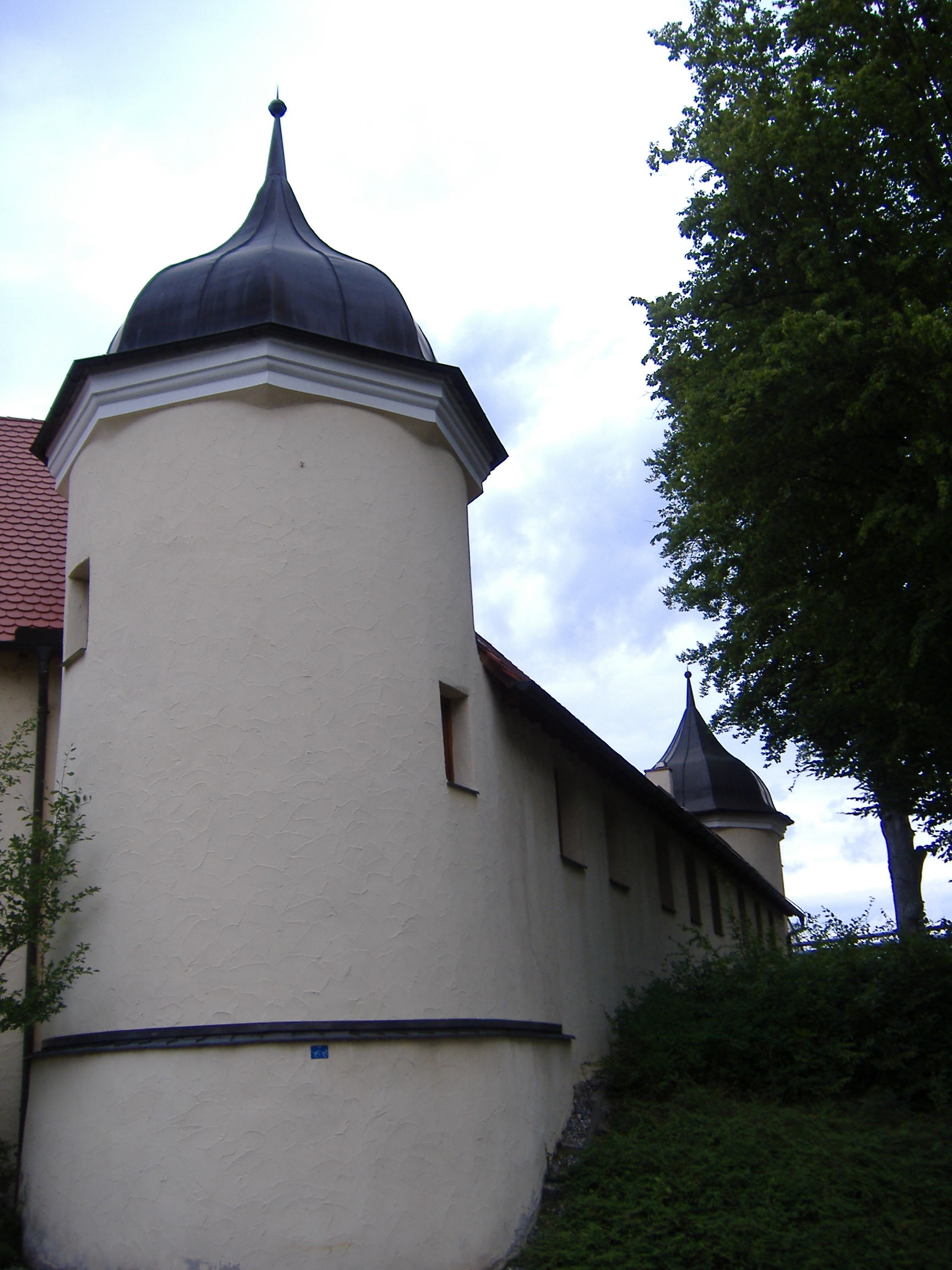
Teilansicht vom ehemaligen Fuggerschloss

## Geographie

### Lage
Die Gemeinde liegt etwa 25 Kilometer nordwestlich von Augsburg am Rande des Holzwinkels im Naturpark Augsburg-Westliche Wälder. Durch Emersacker fließt die Laugna (ein Nebenfluss der Zusam), der Weiherbach und der Johannesbach. Außer dem Pfarrdorf Emersacker gibt es keine weiteren Gemeindeteile.

### Nachbargemeinden
Emersacker wird im Norden vom Landkreis Dillingen an der Donau, im Osten, Süden und Westen vom Landkreis Augsburg umgeben. Bedingt durch das in Nord-Süd-Richtung sehr langgestreckte Gemeindegebiet grenzen sehr viele Gemeinden an die Emersackerer Flur.
Folgende Nachbargemeinden im Landkreis Augsburg grenzen an die Gemeinde an (dabei im Osten beginnend und dem Uhrzeigersinn folgend):
– Heretsried mit dem Gemeindeteil Lauterbrunn, (östlich)
– Bonstetten (südlich)
– Welden (westlich)
– Altenmünster mit den Gemeindeteilen Zusamzell und Hegnenbach (westlich)
Daneben grenzen noch die Gemeinden aus dem Landkreis Dillingen an der Donau
- Zusamaltheim mit dem Gemeindeteil Marzelstetten (nördlich)
- Laugna mit den Gemeindeteilen Bocksberg, Modelshausen, Kaag und Hinterbuch (nördlich)
an die Gemeinde an.

## Geschichte
Emersacker (beim Acker des Emheri) wuchs aus einem Einzelhof hervor – vielleicht aus einem fränkischen Gutshof. Nachweislich erscheint Emersacker erstmals 1169, als Heinrich von Emersacker als Zeuge eine Urkunde unterzeichnete. In einer weiteren Urkunde des Hochstifts Augsburg vom 23. Februar 1361 erschien als Zeuge Chuntz der Schrag von Emersacker. Um 1606 ging Emersacker an Hans Friedrich Schertlin von Burtenbach über, der es 1613 an die Fugger verkaufte.
1658 kam Emersacker an die Stiftungen des Fuggerschen Hauses und wurde 1672 an Rudolf von und zu Schaumburg veräußert. 1688 wurde Emersacker an die Augsburger Math. Koch von Gaillenbach, H. Sulzer und H. J. Friedrich Langenmantel verkauft. Um 1700 kam Emersacker endgültig an die Fuggerschen Stiftungen. Seit dem Reichsdeputationshauptschluss von 1803 gehört der Ort zu Bayern. Im Zuge der Verwaltungsreformen in Bayern entstand mit dem Gemeindeedikt von 1818 die heutige Gemeinde.
Am 26. April 1945 marschierten US-Truppen in Emersacker ein, dessen Bewohner bereits die weiße Fahne gehisst hatten. An der Einmündung des Kapellenwegs in die Lauterbrunner Straße ereignete sich an diesem Tag zudem ein tragisches Unglück: Eine im nahe gelegenen  Binswangen abgefeuerte amerikanische Granate verfehlte ihr Ziel und schlug in Emersacker ein. Die Explosion forderte neun Todesopfer, darunter zwei Soldaten der US-Armee.
Im Zentrum des Ortes steht heute noch das Fuggerschloss, in dem bis zum Jahre 1966 die Fuggersche Stiftungsbrauerei untergebracht war. Dieses Gebäude hat im Jahre 1989 die Gemeinde erworben und bereits teilweise umgebaut und saniert. Seit 1993 ist das neue Rathaus, ein Vereinsheim sowie der Musikübungssaal, seit 1999 das neue Feuerwehrhaus und seit 2005 der Jugendtreff untergebracht.

### Einwohnerentwicklung
Zwischen 1988 und 2018 wuchs die Gemeinde von 1089 auf 1393 um 304 Einwohner bzw. um 27,9 %.

## Politik und Öffentliche Verwaltung
Die Gemeinde ist seit 1978 Mitglied der Verwaltungsgemeinschaft Welden.

### Bürgermeister
Erster Bürgermeister ist seit 1. Mai 2020 Karl-Heinz Mengele (Unparteiische Wählervereinigung Emersacker). Diese Partei stellt seit 1960 den Bürgermeister in Emersacker.
| Wahljahr | Bürgermeister      | Liste / Partei |
| -------- | ------------------ | -------------- |
| 1978     | Georg Brummer      | UWV            |
| 1984     | Alois Heim         | UWV            |
| 1990     | Alois Heim         | UWV            |
| 1996     | Alois Heim         | UWV            |
| 2002     | Alois Heim         | UWV            |
| 2008     | Michael Müller     | UWV            |
| 2014     | Michael Müller     | UWV            |
| 2020     | Karl-Heinz Mengele | UWV            |

### Gemeinderat
Bei der Kommunalwahl am 15. März 2020 reichte lediglich die Unparteiische Wählervereinigung Emersacker (UWV) einen Wahlvorschlag ein, weshalb auf sie in der Amtszeit 2020 bis 2026 alle zwölf Mandate entfallen. Dem Gemeinderat gehören – neben dem 1. Bürgermeister als Vorsitzenden – an:
- Daniel Ullmann, Zweiter Bürgermeister
- Andreas Ehinger, erster weiterer Stellvertreter
- Rudolf Roßmann, zweiter weiterer Stellvertreter
- Stefan Bauer
- Thomas Baumann
- Mark Behner
- Martin Bigelmaier
- Michael Cho
- Tina-Maria Dorow
- Andreas Lahner
- Kerstin Schwarz
- Manfred Schußmann

Die Sitzverteilung im Gemeinderat der Amtszeit 2014 bis 2020 war folgende:
- Unparteiische Wählervereinigung Emersacker (UWV): 10 Sitze
  - Weldishofer Peter
  - Hafner Markus
  - Baumann Thomas
  - Ullmann Daniel
  - Roßmann Rudolf
  - Schußmann Karl
  - Schmuttermair Rainer
  - Ehinger Andreas
  - Wurm Artur
  - Mengele Karl-Heinz
- Aktive Bürger Emersacker (ABE): 2 Sitze
  - Behr Ralph
  - Daum Michael

### Wappen und Fahne

#### Wappen
| | Blasonierung: „Von Gold und Blau im Wolkenschnitt geteilter Schildbord; in Silber nebeneinander eine rote Ähre und eine blaue Lilie.“ |
| Wappenbegründung: Der im Wolkenschnitt geteilte Schildbord ist dem Wappen der Grafen von Schauenburg entnommen. Die heraldische Lilie und die Farben Gold und Blau erinnern an die Herrschaft der Fugger, die im Ort reich begütert waren und die Ortsherrschaft innehatten. Die rote Ähre im Wappen weist auf die ländliche Struktur der Gemeinde hin. Dieses Wappen wird seit 1971 geführt. | |

#### Flagge
Die Gemeindeflagge ist gelb-blau-weiß.

### Partnergemeinden
- Jauernick-Buschbach

## Kultur und Sehenswürdigkeiten
- Fuggerschloss Emersacker

Das Schloss Emersacker wurde in der Mitte des 12. Jahrhunderts von den Edlen von Emersacker erbaut. Im Schmalkaldischen Krieg wurde es 1546 zerstört. Die Fugger, die es Anfang des 17. Jahrhunderts erworben hatten, errichteten einen Neubau, der in der Mitte des 19. Jahrhunderts abgerissen wurde. Die erhaltenen Rundtürme mit Zwiebelhauben und die Nebengebäude erinnern heute an das ehemalige Herrschaftsgebäude.
- katholische Wallfahrtskirche St. Martin mit Gnadenbild „Maria zum Blute“
- Dreifaltigkeitskapelle
- Keltengräber am Stutzenberg

## Vereine
Der größte Verein im Ort ist neben dem Schützenverein „Alpenrose Emersacker“, der im Jahre 1905 gegründet wurde, der FC Emersacker mit den Abteilungen Fußball, Tennis, Tischtennis, Turnen, Theater, Taekwondo. Gegründet wurde der Verein 1924. Auch der Musikverein blickt auf eine lange Tradition zurück. 1977 wiedergegründet, bekam er 1989 für seine Verdienste um die Pflege des instrumentalen Musizierens in über 175-jähriger Tradition die Pro-Musica-Plakette vom damaligen Bundespräsidenten Richard von Weizsäcker verliehen. Im Jahre 2004 wurde der Burschenverein Emersacker wieder ins Leben gerufen.

## Söhne und Töchter
- Maximilian Schlichter (* 1988), Mitglied der Rockband Killerpilze